# Ocotea killipii
Ocotea killipii är en lagerväxtart som beskrevs av A. C. Smith. Ocotea killipii ingår i släktet Ocotea och familjen lagerväxter. Inga underarter finns listade i Catalogue of Life.